# Абель, Дженнифер
Дженнифер Абель (англ. Jennifer Abel, род. 23 августа 1991, Монреаль, Канада) — канадская прыгунья в воду, двукратный призёр Олимпийских игр, 10-кратный призёр чемпионатов мира, трёхкратная чемпионка Панамериканских игр, четырёхкратная чемпионка игр Содружества. Специализируется в прыжках с трёхметрового и метрового трамплина.

## Спортивная карьера
Заниматься прыжками в воду Абель начала в 4 года, последовав примеру старшего брата. С 2006 года Дженнифер начала выступать за сборную Канады, приняв участие в этапе Гран-при.
В 2008 году Дженнифер дебютировала на Олимпийских играх в Пекине, но заняла 13-е место в полуфинале на трёхметровом трамплине и не попала в финал. В 2009 году участвовала в чемпионате мира, где заняла 12-е место в соревнованиях на метровом трамплине, 11-е на трёхметровом трамплине и остановилась в шаге от медали в синхронных прыжках, уступив в борьбе за бронзу россиянкам Юлии Пахалиной и Анастасии Поздняковой менее балла.
В 2010 выиграла две золотых и серебряную медали на играх Содружества. В 2011 году выиграла серебро на Панамериканских играх, успешно выступила на чемпионате мира, где завоевала серебряную медаль в синхронных прыжках и бронзовую медаль в индивидуальном первенстве, а также заняла 14-е место на метровом трамплине.
В 2012 на Олимпийских играх в Лондоне Абель выиграла бронзовую медаль в синхронных прыжках с трамплина вместе с Эмили Хейманс. В индивидуальных соревнованиях Дженнифер стала шестой. В 2013 году на чемпионате мира заняла 5-е место в индивидуальных прыжках на трёхметровом и завоевала бронзовую медаль в синхронных прыжках. В 2014 Дженнифер выиграла одну золотую и две серебряных медали на играх Содружества.
В 2015 году канадская прыгунья завоевала золото и серебро на Панамериканских играх, затем выиграла серебряную медаль чемпионата мира в синхронных прыжках, а следом стала второй в смешанных синхронных прыжках с трёхметрового трамплина.
На летних Олимпийских играх 2016 года в Рио-де-Жанейро Абель была очень близка к попаданию на пьедестал в индивидуальных прыжках с трёхметрового трамплина. Сначала Дженнифер уверенно выиграла квалификацию, более чем на 5 баллов опередив обеих китайских прыгуний. По итогам полуфинальной серии Абель набрала на 30 баллов меньше, но этого хватило, чтобы с третьего места пройти в финал. Решающая серия прыжков прошла с подавляющим преимуществом китайских прыгуний. После 4 прыжков главной претенденткой на бронзовую медаль была Абель, но за последний прыжок она получила лишь 69 баллов, благодаря чему её смогла опередить итальянка Таня Каньотто, уступавшая после предыдущих прыжков Абель почти 7 баллов. В синхронных прыжках Абель в паре с Памелой Уор также стала 4-й, при этом канадский дуэт уступил австралийкам Мэддисон Кини и Анабель Смит, завоевавшим бронзовые медали, всего лишь 0,77 балла.

## Награды
- Спортсменка года в Канаде по версии Aquatic Federation of Canada: 2011